# Capilla de Santa Ana (Frenchtown)
La Capilla de Santa Ana (en inglés: Chapel of St. Anne) es el nombre que recibe un edificio religioso que está afiliado a la Iglesia católica y se encuentra ubicado en la localidad de Frenchtown, en la isla de Saint Thomas, en las Islas Vírgenes de Estados Unidos, parte de las Pequeñas Antillas.
El templo sigue el rito romano o latino y esta bajo la jurisdicción de la diócesis de Santo Tomás en las Islas Vírgenes (Dioecesis Sancti Thomae in Insulis Virgineis). Fue inaugurada y dedica el 25 de diciembre de 1921. Fue edificada gracias a la promoción del Padre John Guillo (quien vino de Míchigan en 1918) y Paul Dugal. Celebró sus primeras comuniones en 1922, y más tarde ese mismo año, la primera pareja se casó allí el 29 de noviembre.